# Port lotniczy Moshi
Port lotniczy Moshi (ang. Moshi Airport, kod IATA: QSI, kod ICAO: HTMS) – port lotniczy zlokalizowany w tanzańskim mieście Moshi.

## Linie lotnicze i połączenia
| Linia Lotnicza   | Kierunek         |
| ---------------- | ---------------- |
| Coastal Aviation | 1. Dar es Salaam |